# Emer Cooke
Emer Cooke est une pharmacienne irlandaise et directrice exécutive de l'Agence européenne des médicaments (EMA) depuis le 16 novembre 2020.

## Biographie

### Éducation
Elle a obtenu un diplôme en pharmacie au Trinity College à Dublin, en Irlande, en 1982, après quoi elle est restée à Trinity pour terminer un Master en sciences et en administration des affaires. 

### Carrière
Depuis 1985, elle occupe plusieurs postes dans le secteur pharmaceutique. De 1992 à 1995 et de 1996 à 1998, elle a travaillé pour des lobbys comme la Fédération européenne des associations et industries pharmaceutiques,,. Elle était administratrice principale de l'unité des produits pharmaceutiques de la Commission européenne entre 1998 et 2002, chargée des inspections, des activités internationales et des initiatives législatives. Emer Cooke a rejoint l'EMA le 1er juillet 2002, où elle a d'abord travaillé comme cheffe d'inspection puis comme cheffe des affaires internationales. À partir de 2021, elle a été nommée directrice de la réglementation des médicaments et autres technologies de la santé avec l’Organisation mondiale de la santé (OMS).

### Directrice exécutive de l'EMA
En novembre 2020, Cooke a été nommé directrice exécutive de l'EMA. Le 16 mars 2021, Cooke a organisé une conférence de presse en tant que directrice de l'EMA pour informer de l'enquête en cours sur les rapports d'effets secondaires liés au vaccin d'AstraZeneca-Oxford contre la Covid-19. Elle a alors déclaré que l'EMA reste « fermement convaincue » que les avantages du vaccin l'emportent sur les risques d'effets secondaires potentiels,.
La nomination de Cooke a été critiquée lors d'une session du Parlement autrichien le 1er avril 2021, le député Gerald Hauser relevant comme un conflit d'intérêts potentiel le fait qu'elle autorisait un vaccin en tant que directrice d'une agence européenne tout en ayant travaillé en tant que lobbyiste pour l'industrie pharmaceutique dans le passé,.